# Abdul Aziz bin Mohammed al-Wasil

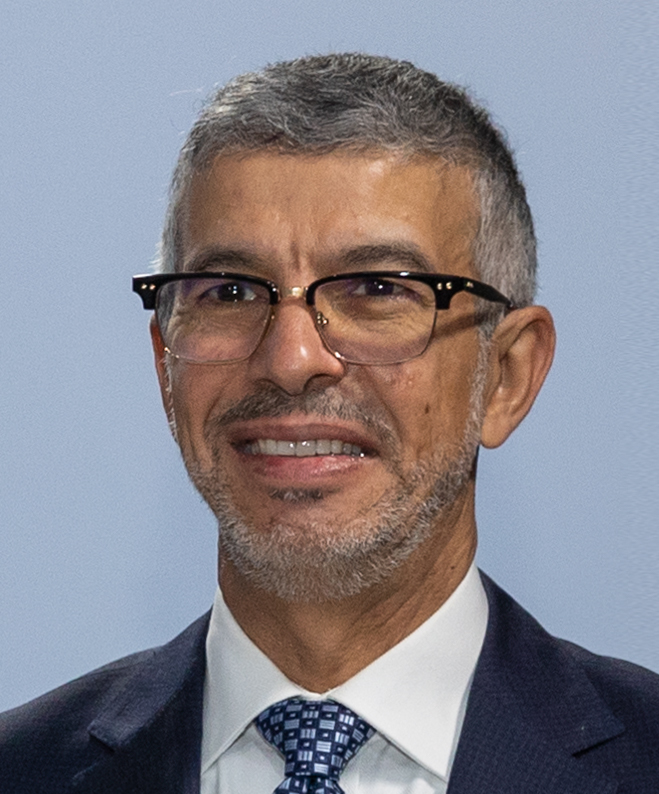
Abdul Aziz bin Mohammed al-Wasil (2021)

Abdul Aziz bin Mohammed al-Wasil (arabisch عبد العزيز بن محمد الواصل, DMG ʿAbd al-ʿAzīz b. Muḥammad al-Wāṣil; * 1960) ist ein saudischer Diplomat.

## Werdegang
Am 16. April 2015 vertrat er den saudischen Ambassador to the Court of St James’s bei der Eröffnung des Saudischen Pavillons bei der London Book Fair. Ab dem 17. November 2016 war er Ständiger Vertreter der Saudischen Regierung nächst dem Büro der Vereinten Nationen in Genf. Am 8. März 2017 stellte er vor dem UN-Menschenrechtsrat die Bemühungen der saudischen Regierung zum Schutz und zur Stärkung der Kinderrechte vor.
In seiner Stellungnahme vom 13. September 2017 behauptete Wasil, Saudi-Arabien hätte die Leiden der Jemeniten gelindert.
Am 28. August 2018 vertrat er die Saudische Regierung, als ein Bericht von drei Experten vorgestellt wurde, welchen der UN-Menschenrechtsrat anlässlich des Dahyan air strike am 9. August 2018 angefordert hatte. Drei Experten des UN-Menschenrechtsrats berichteten, dass die Regierungen des Jemen, der Vereinigten Arabischen Emirate und Saudi-Arabien während der Militärintervention im Jemen seit 2015 für Kriegsverbrechen wie Vergewaltigung, Folter, Verschwinden und „Entzug des Rechts auf Leben“ verantwortlich gewesen sein könnten. In ihrem ersten Bericht für den Menschenrechtsrat verweisen die Experten auch auf mögliche Verbrechen von Rebellen der Shia-Miliz im Jemen, die seit März 2015 gegen die von Saudi-Arabien geführte Koalition und die Regierung des Jemen kämpfen.
Seit 2022 ist er Ständiger Vertreter Saudi-Arabiens bei den Vereinten Nationen.
Im März 2024 stimmte die Kommission der Vereinten Nationen zur Rechtsstellung der Frau zu, dass Abdulaziz Alwasil deren Vorsitz übernimmt.